# TÜV組織

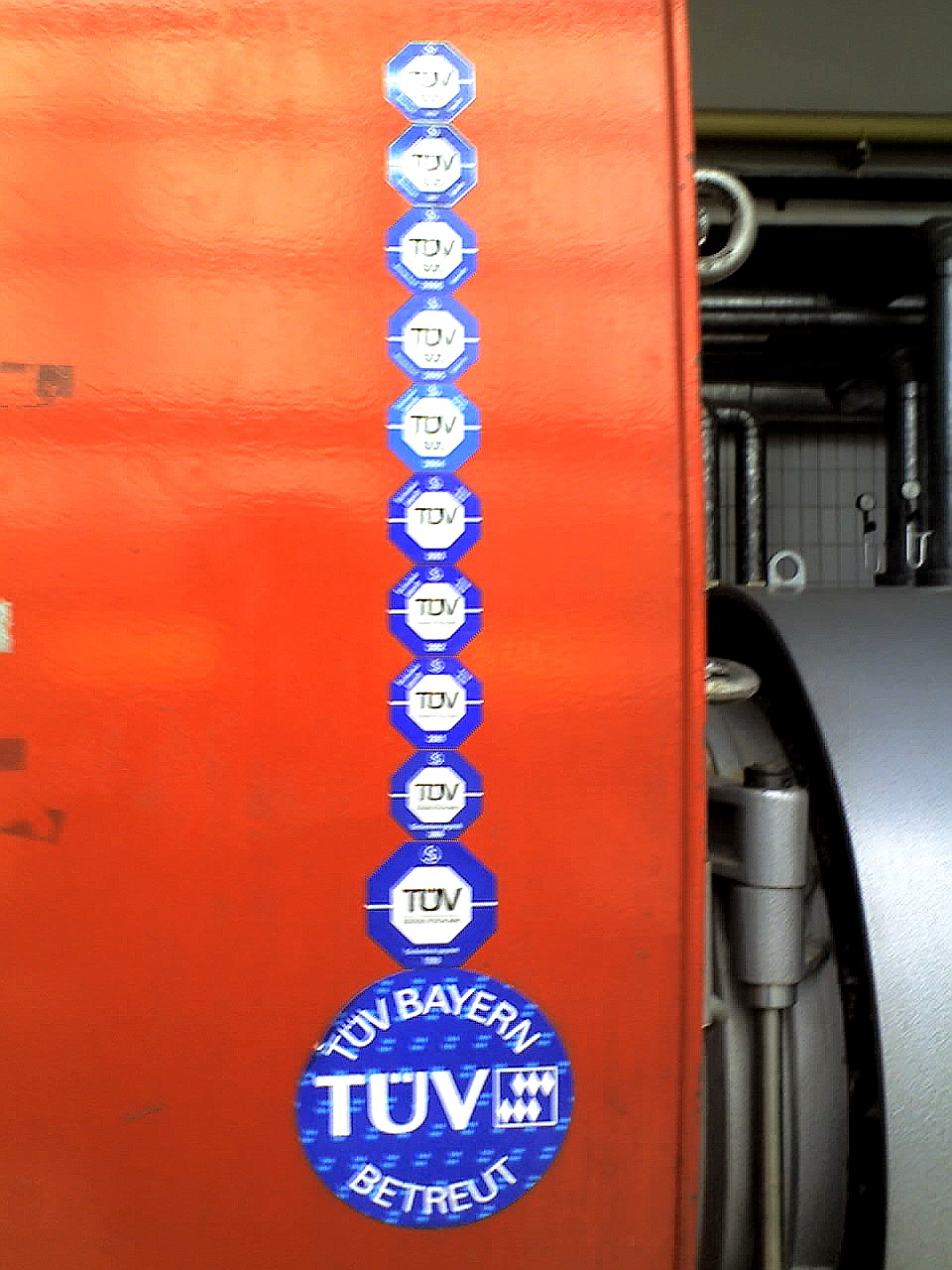
TÜV 南德意志集团的卧式回水管锅炉监测系统

TÜV (德語發音：[ˈtʏf])，中文翻译为德国技术监督协会，是德国检验产品安全与环境安全的非官方组织，业务范围包括检查工厂、机动车、能源设施、游乐设施、设备与产品。其许多独立分支机构也负责能源与交通的概念研发、环保问题解决、标准认证等业务。

## 商标
“TÜV”是其专属商标。

## 历史
TÜV的前身于1866年建立。最初负责公众场所与工作场所的安全，特别是设备、蒸汽机、锅炉的安全，建立了地区组织"Dampfkessel-Überwachungs- und Revisions-Vereine" (DÜV) (蒸汽锅炉监督与复审组织)自助独立监督，并取得成功，扩展改组为TÜV。至1870年有43个地区性TÜV；1871年政府不再监督该组织成员的锅炉安全。南德（SÜD）, 北德（NORD）, 莱茵（Rheinland）等即如此得名。
经过历年的合并，现在德国有五家TÜV——TÜV SÜD, TÜV NORD, TÜV Rheinland, TÜV Thüringen, and TÜV Saarland / SGS TÜV；以及奥地利TÜV。它们共享商标，但是独立运营互为竞争对手。 这六家组成了“TÜV Markenverbund” (TÜV商标协会)以维护商标的商誉。最大的是TÜV SÜD集团有24,000多名雇员分布在全世界超过1000个地点。仅有的与之匹敌的商业性认证机构是瑞士通用公证行(SGS), 超过8万雇员.

## TÜV与德国机动车
德国登记的机动车必须取得TÜV, Dekra, KÜS或GTÜ的车检证书，确保车辆道路性能与尾气排放达标，并在车牌上防伪贴花. TÜV与DEKRA也负责驾照的理论与实车考试。 
大多数改装车也需要TÜV审核通过。

## TÜV商标使用机构

### TÜV萨尔集团
TÜV Saarland eV起源于1871年在普法尔茨组建的蒸汽机修订俱乐部。TÜV Saarland关注于面向客户的非传统服务领域。 

### TÜV国际证书公司
TÜV InterCert GmbH属于TÜV萨尔, 负责管理系统认证与产品认证.

### TÜV北德集团
TÜV NORD Group建立于1869年，总部在汉诺威。超过1万名雇员，分布在70个国家。2010年营收922.6百万欧元。下属部门包括: Industry Services, Mobility, Training and Human Resources,Railway,  International, Natural Resources, Aerospace.

### TÜV南德意志集團
TÜV南德意志集團（TÜV SÜD）是一個優質、安全和可持續發展的專業測試、檢驗、審核、驗證，培訓和知識服務解決方案獨立第三方驗證單位，總部在德國的慕尼黑。

### TÜV德国莱茵
TÜV Rheinland AG主要是技术测试，总部在科隆。2013年雇员18,000，分布在66个国家，其中国外雇员超过万人；营收16亿欧元，息税前盈利1.17亿欧元。

### TÜV黑森
TÜV Hessen虽然是TÜV南德集团的控股子公司，但是它的45%股份由黑森州政府持有. 约1000名雇员，营业额1亿欧元。高度专注于电磁兼容领域。

### SGS TÜV公司
"SGS-TÜV GmbH - ein Unternehmen der SGS-Gruppe und des TÜV Saarland e.V." 是TÜV萨尔与瑞士通用公证行(SGS)于1998年合资组建的公司。总部设在苏尔茨巴赫。